# Letheobia coecatus
Letheobia coecatus är en ormart som beskrevs av JAN 1864. Letheobia coecatus ingår i släktet Letheobia och familjen maskormar. Inga underarter finns listade i Catalogue of Life.
Denna orm förekommer med två från varandra skilda populationer i Elfenbenskusten respektive i sydöstra Ghana. Arten lever i låglandet och i kulliga områden upp till 300 meter över havet. Den vistas i fuktiga savanner. Letheobia coecatus gräver i lövskiktet och i det översta jordlagret. Honor lägger antagligen ägg.
För beståndet är inga hot kända. IUCN listar arten som livskraftig (LC).